# Championnats du monde de duathlon 2021
Navigation
Édition précédente Édition suivante
Les championnats du monde de duathlon 2021, 31e édition des championnats du monde de duathlon ont eu lieu les 6 et 7 novembre 2021  à Aviles en Espagne. La rencontre internationale propose également lors de ses journées consacrées aux pratiques enchaînées, des compétitions pour les catégories juniors, U23 (espoir) et paraduathlon.

## Palmarès  et distances
Les tableaux présentent le résultat des courses élites et U23 sur la distance M et S pour le paraduathlon.

### Élites
| Rang               | Athlète                   | Pays        | Temps           |
| ------------------ | ------------------------- | ----------- | --------------- |
| Médaille d'or      | Nathan Guerbeur           | France      | 1 h 45 min 28 s |
| Médaille d'argent  | Maxime Hueber-Moosbrugger | France      | 1 h 45 min 34 s |
| Médaille de bronze | Arnaud Dely               | Belgique    | 1 h 45 min 53 s |
| 4                  | Vincent Bierinckx         | Belgique    | 1 h 46 min 8 s  |
| 5                  | Angelo Vandecasteele      | Belgique    | 1 h 46 min 24 s |
| 6                  | Jawad Abdelmoula          | Maroc       | 1 h 47 min 6 s  |
| 7                  | Liam Lloyd                | Royaume-Uni | 1 h 47 min 36 s |
| 8                  | Emilio Martin             | Espagne     | 1 h 47 min 39 s |

| Rang               | Athlète                   | Pays      | Temps          |
| ------------------ | ------------------------- | --------- | -------------- |
| Médaille d'or      | Joselyn Brea              | Venezuela | 2 h 0 min 19 s |
| Médaille d'argent  | Ai Ueda                   | Japon     | 2 h 0 min 30 s |
| Médaille de bronze | Marion Legrand            | France    | 2 h 0 min 41 s |
| 4                  | Guadalupe Aguilar Corona  | Mexique   | 2 h 0 min 51 s |
| 5                  | Melanie Maurer            | Suisse    | 2 h 0 min 56 s |
| 6                  | Garance Blaut             | France    | 2 h 1 min 0 s  |
| 7                  | María Varo Zubiri         | Espagne   | 2 h 1 min 6 s  |
| 8                  | Luisa Daniela Baca Vargas | Mexique   | 2 h 1 min 38 s |

### U23 (espoirs)
| Rang               | Athlète                           | Pays     | Temps           |
| ------------------ | --------------------------------- | -------- | --------------- |
| Médaille d'or      | Stef Corthouts                    | Belgique | 1 h 48 min 1 s  |
| Médaille d'argent  | Joan Wäger Pons                   | Espagne  | 1 h 48 min 21 s |
| Médaille de bronze | Victor Emmanuel Zambrano Gonzalez | Mexique  | 1 h 48 min 24 s |

| Rang               | Athlète                   | Pays     | Temps          |
| ------------------ | ------------------------- | -------- | -------------- |
| Médaille d'or      | Luisa Daniela Baca Vargas | Mexique  | 2 h 1 min 38 s |
| Médaille d'argent  | Laura Swannet             | Belgique | 2 h 6 min 1 s  |
| Médaille de bronze | Marina Muñoz Hernando     | Espagne  | 2 h 7 min 36 s |

### Paraduathlon
| Année  | PT1                          | PT2                 | PT3                 | PT4                                | PT5                            |
| ------ | ---------------------------- | ------------------- | ------------------- | ---------------------------------- | ------------------------------ |
| Hommes | Jose Cristobal Ramos Jiménez | Geoffrey Wersy      | Kini Carrasco       | Francisco Jesus San Martin Nemesio | Antonio Francisco Garcia Rubio |
| Femmes | Pas de concurrentes          | Pas de concurrentes | Pas de concurrentes | Pas de concurrentes                | Cristina Miranda Zambrano      |